# Deee-Lite
A Deee-Lite egy amerikai house és club/dance formáció, mely 1986-ban alakult New Yorkban. A csapat legismertebb slágere a Groove is in the Heart. A dalt 1990-es bemutatkozó albumukon, a World Clique-en jelentették meg és számos  országban Top 10-es sláger lett. 2016 decemberében a Billboard minden idők 55. legsikeresebb dance előadójának nevezte őket.

## A Deee-Lite tagjai
- Supa DJ Dmitry (Született: Dmitry Brill néven 1964. június 4-én Kievben (Ukrajna)
- Lady Miss Kier[2] (Született: Kieren M. Kirby néven 1963. augusztus 15-én Youngstownban (Ohio)
- Towa Tei[3] (Született: Dong-hwa Chung néven 1964. szeptember 7-én Tokióban (Japán)

A csapat 1996-ban szétvált, és a tagok külön próbálkoznak, illetve próbálkoztak.
Lady Miss Kier továbbra is a Deee-Lite dalokkal lép fel, illetve DJ-ként is tevékenykedik.
Towa Tei több híres előadónak – köztük Kylie Minogue-nak is – írt már dalt, – (G.B.I. German Bold Italic) és producerként dolgozik, illetve saját szóló albumot is kiadott Sound Museum néven.
Dj Dmitri underground dj-ként dolgozik.

## Albumok
| Év   | Album                                    | U.S. | UK |
| ---- | ---------------------------------------- | ---- | -- |
| 1990 | World Clique                             | 20   | 14 |
| 1992 | Infinity Within                          | 67   | 37 |
| 1994 | Dewdrops in the Garden                   | 127  | —  |
| 1995 | Dewdrops in the Remix                    | —    | —  |
| 1996 | Sampladelic Relics & Dancefloor Oddities | —    | —  |
| 2001 | The Very Best of Deee-Lite               | —    | —  |

## Kislemezek
| 1990                                  | "Groove Is in the Heart"                                        | 1  | 15 | 31 | 17 | 8  | 10 | 2  | 13 | 2  | 1  | 4  | World Clique           |
| 1990                                  | "Power of Love"                                                 | 47 | 82 | —  | 43 | 21 | 47 | 19 | —  | 25 | 1  | 47 | World Clique           |
| 1990                                  | "What Is Love"                                                  | —  | —  | —  | —  | —  | —  | —  | —  | —  | —  | —  | World Clique           |
| 1991                                  | "E.S.P.."                                                       | —  | —  | —  | —  | —  | —  | —  | —  | —  | 7  | —  | World Clique           |
| 1991                                  | "How Do You Say...Love"                                         | —  | —  | —  | —  | 24 | —  | —  | —  | 52 | —  | —  | World Clique           |
| 1991                                  | "Good Beat"                                                     | —  | —  | —  | —  | —  | —  | 45 | —  | 53 | 1  | —  | World Clique           |
| 1992                                  | "Runaway"                                                       | —  | 70 | —  | —  | —  | —  | —  | 25 | 45 | 1  | —  | Infinity Within        |
| 1992                                  | "Thank You Everyday"                                            | —  | —  | —  | —  | —  | —  | —  | —  | —  | —  | —  | Infinity Within        |
| 1992                                  | "Pussycat Meow"                                                 | —  | —  | —  | —  | —  | —  | —  | —  | —  | 6  | —  | Infinity Within        |
| 1992                                  | "I Had A Dream I Was Falling Through A Hole In The Ozone Layer" | —  | —  | —  | —  | —  | —  | —  | —  | —  | —  | —  | Infinity Within        |
| 1994                                  | "Party Happening People"                                        | —  | —  | —  | —  | —  | —  | —  | —  | —  | 30 | —  | Dewdrops in the Garden |
| 1994                                  | "Picnic in the Summertime"                                      | —  | —  | —  | —  | —  | —  | —  | —  | 43 | —  | —  | Dewdrops in the Garden |
| 1994                                  | "Bring Me Your Love"                                            | —  | —  | —  | —  | —  | —  | —  | —  | —  | 1  | —  | Dewdrops in the Garden |
| 1995                                  | "Call Me "                                                      | —  | —  | —  | —  | —  | —  | —  | —  | —  | 1  | —  | Dewdrops in the Garden |
| "—" slágerlistás helyezést nem ért el |                                                                 |    |    |    |    |    |    |    |    |    |    |    |                        |